# La Chapelle-Saint-Aubin

La Chapelle-Saint-Aubin este o comună în departamentul Sarthe, Franța. În 2009 avea o populație de 2,161 de locuitori.